# Tiywong
Tiywong est une localité du Cameroun située dans la région du Nord-Ouest et le département du Bui. Elle fait partie de la commune de Mbiame.

## Localisation
Le village de Tiywong est situé à environ 39 km de Bamenda, le chef-lieu de la Région du Nord-Ouest, et à 238 km de Yaoundé, la capitale du Cameroun.

## Population
Lors du recensement de 2005, on y a dénombré 139 habitants dont 79 hommes et 60 femmes.

## Éducation
Il y a une école primaire, Tiywong GS, construite en 2010 .